# Gioseffo Orsoni

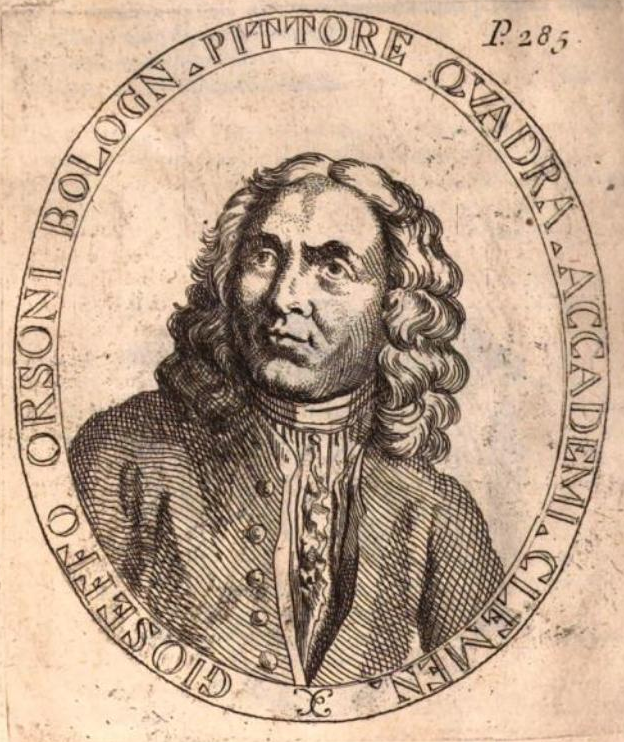
Gioseffo Orsoni, ritratto ad acquaforte pubblicato nelle Vite de pittori Bolognesi non descritte nella Felsina pittrice di Luigi Crespi, 1769, Roma

Gioseffo Orsoni (Bologna, 23 maggio 1691 – Bologna, 18 maggio 1755) è stato un pittore e scenografo italiano.

## Biografia
Formatosi nel disegno nella bottega di Domenico Viani passò poi allo studio della quadratura sotto Pompeo Aldovrandini. Inizialmente dipinse con il concittadino Carlo Busagnotii alcune scene a Genova, poi collaborò, sempre in scenografia, con Stefano Oralndi a Lucca e Torino. Rientrato a Bologna operò come freacante in alcune dimore private e chiese. Pare che i lavori in queste ultime furono premiati dalla vasta commessa bresciana nella chiesa dell suore della Carità compiuta tra il 1731 e il 1734. Di nuovo a Bologna, dove venne ammesso all'Accademia Clementina, resta memoria soltanto delle scene per una rappresentazione non identificata di Didone invece molto più continuativa fu la sua attività di frescante e quadraturista.